# Europejskie postępowanie w sprawie drobnych roszczeń
Europejskie postępowanie w sprawie drobnych roszczeń (ang. European small claims procedure) – odrębne postępowanie cywilne wprowadzone rozporządzeniem (WE) nr 861/2007 Parlamentu Europejskiego i Rady z dnia 11 lipca 2007 r. ustanawiającym europejskie postępowanie w sprawie drobnych roszczeń stanowiące alternatywę dla istniejących postępowań przewidzianych w prawie państw członkowskich. Jest rodzajem postępowania sądowego służącego dochodzeniu roszczeń cywilnych w UE. Zostało zaprojektowane w celu uproszczenia i przyspieszenia rozstrzygania spraw dotyczących roszczeń, w których wartość przedmiotu sporu nie przekracza pięciu tysięcy euro.

## Historia
Pierwotną podstawą prawną procedury drobnych roszczeń jest Rozporządzenie (WE) nr 861/2007 Parlamentu Europejskiego i Rady z dnia 11 lipca 2007 r. ustanawiające europejskie postępowanie w sprawie drobnych roszczeń. Znaczące zmiany wprowadzone zostały w 2015 r., w którym przyjęto rozporządzenie nowelizujące przewidujące:
- zwiększenie granicy roszczeń z 2000 do 5000 euro
- wprowadzenie dodatkowych wyłączeń, w sprawach niemających zastosowania w postępowaniu
- udostępnienie formularza pozwu, na właściwych dla krajów partnerskich, stronach internetowych
- zapewnienie nieodpłatnej pomocy dla osób zainteresowanych postępowaniem
- wprowadzenie możliwości przeprowadzenia rozprawy za pośrednictwem środków teleinformatycznych

## Zakres
Europejskie postępowanie w sprawie drobnych roszczeń ma zastosowanie do spraw cywilnych i handlowych bez względu na rodzaj sądu lub trybunału w przypadku, gdy przynajmniej jedna ze stron ma miejsce zamieszkania lub miejsce zwykłego pobytu w kraju UE innym niż państwo członkowskie sądu lub trybunału rozpatrującego sprawę, a wartość przedmiotu sporu z wyłączeniem wszystkich wydatków, odsetek i kosztów nie przekracza pięciu tysięcy euro w momencie wpłynięcia sprawy do trybunału.
Europejskie postępowanie w sprawach drobnych roszczeń nie może być stosowane w sprawach:
- podatkowych, celnych lub administracyjnych;
- dotyczących odpowiedzialności państwa za działania i zaniechania w wykonywaniu władzy publicznej;
- stanu cywilnego oraz zdolności prawnej i zdolności do czynności prawnych osób fizycznych;
- stosunków majątkowych wynikających z małżeństwa lub związku uznawanego na mocy przepisów mających zastosowanie do takiego związku za mający skutki porównywalne do skutków małżeństwa;
- obowiązków alimentacyjnych wynikających ze stosunku rodzinnego, pokrewieństwa, małżeństwa lub powinowactwa;
- testamentów i dziedziczenia, w tym obowiązków alimentacyjnych powstających w związku ze śmiercią;
- upadłości, układów i innych podobnych postępowań;
- ubezpieczeń społecznych;
- sądownictwa polubownego;
- prawa pracy;
- najmu lub dzierżawy nieruchomości, z wyłączeniem powództw dotyczących roszczeń pieniężnych; lub
- naruszenia prywatności i dóbr osobistych, w tym zniesławienia[3].

## Przebieg postępowania

### Wszczęcie postępowania
Pozew w europejskim postępowaniu w sprawie drobnych roszczeń składa się bezpośrednio do właściwego sądu na formularzu pozwu stanowiącym załącznik A do rozporządzenia 861/2007 zawartego w załącznikach rozporządzenia. W pozwie nie trzeba przeliczać żądanej kwoty na euro.
W przypadku gdy wytoczone powództwo nie dotyczy spraw objętych zakresem zastosowania niniejszego rozporządzenia, sąd lub trybunał informuje o tym powoda. Jeżeli powód nie cofnie pozwu, sąd lub trybunał prowadzi postępowanie zgodnie z odpowiednimi przepisami proceduralnymi państwa członkowskiego, w którym prowadzone jest postępowanie.
W przypadku gdy sąd lub trybunał uznaje, że informacje przedstawione przez powoda nie są dostatecznie jasne lub odpowiednie, lub w przypadku niewłaściwego wypełnienia formularza pozwu, o ile powództwo nie jest oczywiście bezzasadne lub niedopuszczalne, sąd lub trybunał umożliwia powodowi uzupełnienie lub skorygowanie danych zawartych w formularzu pozwu lub dostarczenie uzupełniających informacji lub dokumentów lub cofnięcie pozwu, w terminie określonym przez sąd lub trybunał. W tym celu sąd lub trybunał korzysta z formularza B. W przypadku gdy powództwo jest oczywiście bezzasadne lub niedopuszczalne lub powód nie uzupełni lub nie skoryguje danych zawartych w formularzu pozwu w określonym terminie, pozew zostaje zwrócony. Środki odwoławcze od orzeczenia o zwrocie pozwu określa prawo krajowe.
Pozew, odpowiedź na pozew, powództwo wzajemne, odpowiedź na powództwo wzajemne oraz wszelkie opisy istotnych dokumentów uzupełniających są składane w języku lub jednym z języków sądu lub trybunału. Jeśli jakikolwiek inny dokument otrzymany przez sąd lub trybunał nie jest sporządzony w języku, w którym prowadzone jest postępowanie, sąd lub trybunał może wymagać tłumaczenia takiego dokumentu jedynie w przypadku, gdy tłumaczenie takie jest niezbędne do wydania orzeczenia.
Zastępstwo stron przez profesjonalnych pełnomocników nie jest wymagane.

### Dalsze postępowanie
Europejskie postępowanie w sprawie drobnych roszczeń jest co do zasady postępowaniem pisemnym. Po otrzymaniu odpowiednio wypełnionego formularza pozwu sąd lub trybunał wypełnia część I odpowiedzi formularza C oraz doręcza ten formularz wraz z odpisem pozwu i załączników. Wysyłka dokumentów do pozwanego powinna nastąpić w terminie 14 dni od dnia otrzymania przez sąd prawidłowo wypełnionego formularza pozwu.
Pozwany może w terminie 30 dni złożyć odpowiedź przy wykorzystaniu przesłanego formularza pozwu lub bez wykorzystania formularza. W terminie 14 dni sąd powinien przesłać powodowi kopię odpowiedzi wraz ze wszelkimi istotnymi dokumentami uzupełniającymi. Powodowi przesyłane są również wraz z istotnymi dokumentami uzupełniającymi wszelkie powództwa wzajemne, na które może odpowiedzieć na zasadach analogicznych do odpowiedzi na pozew tj. w terminie 30 dni.
Jeżeli w swojej odpowiedzi pozwany twierdzi, że wartość roszczenia niepieniężnego przekracza wartość graniczną pięciu tysięcy euro sąd decyduje w terminie 30 dni od wysłania odpowiedzi powodowi, czy roszczenie jest objęte zakresem zastosowania niniejszego rozporządzenia. Postanowienie w tym przedmiocie nie podlega odrębnemu zaskarżeniu.

### Zakończenie postępowania
W terminie 30 dni od dnia otrzymania odpowiedzi pozwanego lub powoda (jeżeli w sprawie wytoczone zostało powództwo wzajemne) sąd powienien wykonać jedną z następujących czynności:
- wydać orzeczenie;
- zażądać od stron przedstawienia dalszych szczegółowych informacji dotyczących powództwa w określonym terminie nieprzekraczającym 30 dni;
- przeprowadza postępowanie dowodowe zgodnie
- wzywa strony na rozprawę, która ma odbyć się w terminie 30 dni od wezwania.

Po zamknięciu rozprawy lub otrzymaniu wszelkich niezbędnych informacji albo bezskutecznego upływu wyznaczonego terminu na wniesienie odpowiedzi sąd powinien wydać orzeczenie w terminie 30 dni.
Koszty postępowania ponosi strona przegrywająca, jednak sąd lub trybunał nie zasądza na rzecz strony wygrywającej kosztów, które były zbędne lub nieproporcjonalne do wartości przedmiotu sporu.
Ewentualne środki odwoławcze od orzeczeń wydanych w europejskim postępowaniu w sprawach drobnych roszczeń mogą być złożone, jeżeli przewiduje je prawo państawa, w którym toczyło się postępowanie. Państwa członkowskie powiadamiają Komisję Europejską, czy zgodnie z ich prawem proceduralnym możliwe jest złożenie środka odwoławczego od orzeczenia wydanego w ramach europejskiego postępowania w sprawie drobnych roszczeń i w jakim terminie należy wnieść taki środek odwoławczy, która podaje tę informację do publicznej wiadomości.

### Rozprawa
Europejskie postępowanie w sprawach drobnych roszczeń jest co do zasady postępowaniem pisemnym, a sąd lub trybunał przeprowadza rozprawę tylko wtedy, jeżeli uzna, że wydanie orzeczenia nie jest możliwe na podstawie pisemnych dowodów lub jeżeli wnosi o to strona. Sąd lub trybunał może oddalić wniosek strony, jeżeli uzna, że w okolicznościach danej sprawy rozprawa nie jest konieczna do rzetelnego przeprowadzenia postępowania. Postanowienie o oddaleniu wniosku uzasadniane jest na piśmie. Postanowienie o oddaleniu nie podlega odrębnemu zaskarżeniu bez zaskarżenia samego orzeczenia.
W przypadku gdy przeprowadzenie rozprawy zostało uznane za konieczne, rozprawę taką przeprowadza się z wykorzystaniem wszelkich odpowiednich środków technicznych porozumiewania się na odległość, takich jak wideokonferencja lub telekonferencja, dostępnych dla sądu lub trybunału, chyba że – ze względu na szczególne okoliczności danej sprawy – wykorzystanie takich środków nie byłoby właściwe z punktu widzenia rzetelnego przeprowadzenia postępowania. 
Strona wezwana do stawienia się na rozprawę może wystąpić o wykorzystanie środków technicznych porozumiewania się na odległość, o ile środki te są dostępne dla sądu lub trybunału, podnosząc, że czynności związane z zapewnieniem osobistego stawiennictwa, a zwłaszcza ewentualne koszty, jakie musiałyby ponieść, byłyby nieproporcjonalne do wartości przedmiotu sporu.
Strona wezwana do wzięcia udziału w rozprawie z wykorzystaniem środków technicznych porozumiewania się na odległość może wystąpić z wnioskiem o osobiste stawiennictwo w rozprawie.

### Postępowanie dowodowe
Sąd lub trybunał dopuszcza określone środki dowodowe oraz określa zakres przeprowadzenia dowodów niezbędny do wydania orzeczenia zgodnie z zasadami mającymi zastosowanie do dopuszczalności dowodu. Sąd lub trybunał wybiera najprostsze i najmniej obciążające sposoby przeprowadzenia dowodu, w tym może dopuścić przeprowadzenie dowodu z pisemnych zeznań świadków, biegłych lub stron. Sąd lub trybunał może przeprowadzić dowód z opinii biegłych lub z zeznań ustnych tylko wówczas, gdy wydanie orzeczenia nie jest możliwe na podstawie innych dowodów.

### Ponowne zbadanie orzeczenia w wyjątkowych przypadkach
Pozwany, który nie wdał się w spór przed sądem, ma prawo złożyć wniosek o ponowne zbadanie orzeczenia wydanego w ramach europejskiego postępowania w sprawie drobnych roszczeń – we właściwym sądzie lub trybunale państwa członkowskiego, w którym wydano orzeczenie, jeżeli:
- nie doręczono mu formularza pozwu lub, w przypadku rozprawy, nie został wezwany na tę rozprawę z wystarczającym wyprzedzeniem i w sposób umożliwiający mu przygotowanie obrony;
- nie miał możliwości zakwestionowania roszczenia z powodu działania siły wyższej lub z uwagi na nadzwyczajne okoliczności, bez jakiejkolwiek winy z jego strony.

Wniosek o ponowne zbadanie nie przysługuje jednak, gdy pozwany miał możliwość wniesienia środka odwoławczego.
Termin złożenia wniosku o ponowne zbadanie orzeczenia wynosi 30 dni. Termin ten biegnie od dnia, w którym pozwany rzeczywiście zapoznał się z treścią orzeczenia i był w stanie podjąć odpowiednie działania, najpóźniej od dnia, w którym zastosowano pierwszy środek egzekucyjny, w wyniku którego pozwany utracił w całości lub części możliwość dysponowania swoim majątkiem. Termin nie podlega przedłużeniu.
Jeżeli sąd odrzuci wniosek o ponowne zbadanie orzeczenia, z uwagi na fakt, że żadna z przesłanek ponownego zbadania orzeczenia określonych w tym ustępie nie została spełniona, orzeczenie pozostaje w mocy. Jeżeli sąd uzna wniosek o ponowne zbadanie orzeczenia za uzasadniony z uwagi na fakt, że spełniona została którakolwiek z przesłanek, orzeczenie wydane w europejskim postępowaniu w sprawie drobnych roszczeń jest nieważne. Powód nie traci jednak korzyści wynikających z przerwania biegu terminu przedawnienia, jeżeli takie przerwanie ma zastosowanie na mocy prawa krajowego.

## Wykonanie orzeczenia
Orzeczenie wydane w państwie członkowskim w ramach europejskiego postępowania w sprawie drobnych roszczeń jest uznawane i wykonywane w innym państwie członkowskim bez potrzeby stwierdzania wykonalności oraz bez możliwości sprzeciwienia się co do jego uznania. Na wniosek strony sąd lub trybunał wydaje zaświadczenie dotyczące orzeczenia wydanego w europejskim postępowaniu w sprawie drobnych roszczeń, używając do tego celu formularza D bez dodatkowych opłat. Sąd lub trybunał przekazuje stronie, na jej wniosek, zaświadczenie w jakimkolwiek innym języku urzędowym państwa członkowskiego przy pomocy zaświadczenia dostępnego na portalu "e-Sprawiedliwość". Sąd nie jest jednak zobowiązany do tłumaczenia lub transliteracji tekstu w wolnych polach tegoż formularza.
Orzeczenie wydane w ramach europejskiego postępowania w sprawie drobnych roszczeń jest wykonywane na tych samych warunkach co orzeczenie wydane w państwie członkowskim wykonania. Strona dochodząca wykonania przedstawia odpis orzeczenia spełniający warunki niezbędne do ustalenia jego autentyczności oraz wspomniane powyżej zaświadczenie, a w razie potrzeby także jego tłumaczenie na język urzędowy państwa członkowskiego wykonania lub, jeżeli w tym państwie członkowskim obowiązuje kilka języków urzędowych, na język urzędowy lub jeden z języków urzędowych, w jakim zgodnie z prawem tego państwa członkowskiego prowadzi się postępowanie przed sądem lub trybunałem w miejscu, gdzie dochodzi się wykonania, lub na jakikolwiek inny język wskazany przez państwo członkowskie wykonania jako przez nie akceptowany. Strona, która w jednym państwie członkowskim składa wniosek o wykonanie orzeczenia wydanego w ramach europejskiego postępowania w sprawie drobnych roszczeń w innym państwie członkowskim, nie jest zobowiązana do składania żadnego zabezpieczenia, gwarancji lub kaucji — bez względu na ich nazwę — z tego tytułu, że jest cudzoziemcem lub nie ma miejsca zamieszkania ani miejsca pobytu w państwie członkowskim wykonania.

### Odmowa wykonania
Na wniosek strony, wobec której dochodzi się wykonania, właściwy sąd lub trybunał w państwie członkowskim wykonania odmawia wykonania, jeżeli orzeczenia wydanego w ramach europejskiego postępowania w sprawie drobnych roszczeń nie można pogodzić z wcześniejszym orzeczeniem wydanym w jakimkolwiek państwie członkowskim lub w państwie trzecim, o ile spełnione zostaną łącznie następujące przesłanki:
- wcześniejsze orzeczenie zostało wydane w odniesieniu do tego samego roszczenia i dotyczyło tych samych stron;
- wcześniejsze orzeczenie zostało wydane w państwie członkowskim wykonania lub spełnia warunki niezbędne do uznania go w państwie członkowskim wykonania;
- niemożność pogodzenia nie była i nie mogła być podniesiona w formie zarzutu w postępowaniu sądowym w państwie członkowskim, w którym wydano orzeczenie w ramach europejskiego postępowania w sprawie drobnych roszczeń.

W żadnych okolicznościach orzeczenie wydane w ramach europejskiego postępowania w sprawie drobnych roszczeń nie może zostać ponownie zbadane pod względem merytorycznym w państwie członkowskim wykonania.

### Zawieszenie lub ograniczenie wykonania
Jeżeli strona kwestionuje orzeczenie wydane w ramach europejskiego postępowania w sprawie drobnych roszczeń lub zakwestionowanie go jest nadal dopuszczalne lub gdy strona złożyła wniosek o ponowne zbadanie orzeczenia, właściwy sąd, trybunał lub właściwy organ w państwie członkowskim wykonania może, na wniosek strony, wobec której dochodzi się wykonania:
- ograniczyć postępowanie wykonawcze do środków zabezpieczających;
- uzależnić wykonanie od złożenia zabezpieczenia określonego przez sąd, trybunał lub właściwy organ;
- w wyjątkowych przypadkach zawiesić postępowanie wykonawcze[17].

## Statystyki wykorzystania

### Polska
| Rok  | Rodzaj spraw | Wpłynęło | Załatwiono | Załatwiono   | Załatwiono | Załatwiono | Załatwiono | Załatwiono | Załatwiono |
| Rok  | Rodzaj spraw | Wpłynęło | Ogółem     | z tego:      | z tego:    | z tego:    | z tego:    | z tego:    | z tego:    |
| Rok  | Rodzaj spraw | Wpłynęło | Ogółem     | Uwzględniono | Oddalono   | Odrzucono  | Zwrócono   | Umorzono   | Inne       |
| ---- | ------------ | -------- | ---------- | ------------ | ---------- | ---------- | ---------- | ---------- | ---------- |
| 2018 | Cywilne      | 14       | 21         | 9            | 3          | -          | 1          | 7          | 1          |
| 2018 | Gospodarcze  | 29       | 23         | 10           | 7          | 2          | 2          | 2          | -          |
| 2018 | Ogółem       | 43       | 44         | 19           | 10         | 2          | 3          | 9          | 1          |
| 2019 | Cywilne      | 257      | 26         | 9            | 3          | -          | 1          | 9          | 4          |
| 2019 | Gospodarcze  | 12       | 18         | 9            | -          | 1          | 2          | 5          | 1          |
| 2019 | Ogółem       | 269      | 44         | 18           | 3          | 1          | 3          | 14         | 5          |
| 2020 | Cywilne      | 69       | 197        | 47           | 52         | 3          | 2          | 83         | 10         |
| 2020 | Gospodarcze  | 9        | 15         | 10           | -          | 2          | -          | 3          | -          |
| 2020 | Ogółem       | 78       | 212        | 57           | 52         | 5          | 2          | 86         | 10         |